# Пожизненное лишение свободы в Нидерландах
После отмены смертной казни в Нидерландах в 1870 году пожизненное заключение почти всегда означает лишение свободы до смерти. При этом заключенный может обратиться за помилованием — оно должно быть предоставлено королевским указом; с 1970 года только два таких помилования были успешными, в обоих случаях осужденные были смертельно больны. С 1945 года 41 преступник (за исключением военных преступников) были приговорены к пожизненному заключению. В последнее десятилетие наблюдается заметное увеличение пожизненных приговоров, и более чем в три раза возросло количество таких вердиктов в последние несколько лет по сравнению с предыдущими десятилетиями.
Из-за строгого характера приговора, за большинство «простых» убийств осуждают примерно на срок от 12 до 30 лет. Судебная коллегия (всегда состоит из трех членов) не может осудить более чем на 15 лет лишения свободы за убийство одного человека (без сочетания с другими фактами состава преступления), так что если умышленный характер преступления не доказан, то преступник никогда не получает наказание в виде более чем 15 лет. Лишь раз пожизненное заключение за убийство одного человека без отягчающих обстоятельств было дано в 2005 году Мохаммеду Буйери (Mohammed Bouyeri) за убийство голландского режиссёра Тео Ван Гога, из-за его сильного политического характера. Во всех остальных случаях учитываются такие обстоятельства, как рецидив (убийство, совершённое после вынесения приговора за убийство другого), множественное (несколько убийств) или особая тяжесть преступления (то есть тяжкое убийство в процессе или в результате пыток).